# Gorica Svetojanska
Gorica Svetojanska je naseljeno mjesto u Republici Hrvatskoj u Zagrebačkoj županiji.

## Zemljopis
Administrativno je u sastavu Jastrebarskog. Naselje se proteže na površini od 2,36 km². 

## Stanovništvo
Prema popisu stanovništva iz 2001. godine Gorica Svetojanska ima 137 stanovnika koji žive u 50 kućanstava. Gustoća naseljenosti iznosi 58,10 st./km².
| broj stanovnika | 166   | 195   | 163   | 175   | 199   | 209   | 165   | 182   | 177   | 164   | 187   | 188   | 163   | 163   | 137   | 116   | 114   |
|                 | 1857. | 1869. | 1880. | 1890. | 1900. | 1910. | 1921. | 1931. | 1948. | 1953. | 1961. | 1971. | 1981. | 1991. | 2001. | 2011. | 2021. |

## Znamenitosti
- Crkva sv. Ane, zaštićeno kulturno dobro